# Tarlov-Zyste

MRT-Aufnahme einer Tarlov-Zyste im Kreuzbein

Eine Tarlov-Zyste (auch perineurale Zyste, Wurzeltaschenzyste) ist eine liquorgefüllte Aussackung der Nervenwurzel der Spinalganglien. Diese sind meningeale Zysten vom Typ II. Sie sind extradural gelegen, aber gerade am Ausgang aus dem Spinalkanal im Bereich der Foramina intervertebralia. Sie treten ausschließlich an den hinteren Nervenwurzeln auf, da nur die Zellkörper der sensorischen Nervenzellen der Hinterhornganglien aus dem Rückenmark ausgewandert sind und dabei eine Aussackung des Liquorraums bilden. Durch überhöhten Liquordruck kann sich Flüssigkeit in diesen Räumen sammeln, und da der Rückfluss wie bei einem Überdruckventil nicht möglich ist, können sie zu Zysten anschwellen. Der Druck ist im Bereich des Kreuzbeins am höchsten, dort finden sich Tarlov-Zysten am häufigsten. Frauen sind wesentlich häufiger betroffen.
Oft treten einzelne Zysten auf, aber es können auch zahlreiche Tarlov-Zysten entstehen, dann oft auch auf Höhe der Brustwirbelsäule. Zur Diagnostik dient neben der Magnetresonanztomographie auch eine CT-Myelographie. Bei zahlreichen Zysten kann die Ursache in einer genetischen Bindegewebserkrankung liegen. Eine Assoziation mit Tarlov-Zysten wurde beim Marfan-Syndrom, beim Ehlers-Danlos-Syndrom und beim Loeys-Dietz-Syndrom beschrieben. Insbesondere beim Marfan-Syndrom finden sich oft weitere sakrale Veränderungen, vor allem eine sakrale Ektasie.
Erstbeschreiber war der Neurochirurg Isadore M. Tarlov im Jahre 1938.
Tarlov-Zysten sind meist asymptomatisch, und in der Regel Zufallsbefunde. In MRT-Aufnahmen der Lendenwirbelsäule fanden sich Tarlov-Zysten bei 1,5 – 2,1 % der Patienten. Sie können aber bei entsprechender Größe lokale Druckeffekte hervorrufen. Nur selten sind Tarlov-Zysten durch Druck auf benachbarte Nervenwurzeln ursächlich für Rückenbeschwerden, und dann meist in Form eines Nervenkompressionssyndroms, z. B. als Ischialgie. Aber auch lokale Schmerzen mit einer diffusen schwer lokalisierbaren Lumbalgie, oder Beschwerden an der Brustwirbelsäule, Blaseninkontinenz und Stuhlinkontinenz können selten auftreten. Bei sakralen Tarlov-Zysten kann das Aktionspotential des Nervus suralis in der Elektroneurographie verändert sein, was als Hinweis dienen kann, dass die Zyste tatsächlich klinisch bedeutend ist.
Zur Diagnostik können auch Infiltrationen der Zyste mit Lokalanästhesie, Glucocorticoid oder Fibrin durchgeführt werden, die Zyste punktiert oder obliteriert werden. Diese Maßnahmen sind jedoch selten von anhaltendem Erfolg, oft kommt es zum Rezidiv der Beschwerden durch eine erneute Füllung der Zyste. Bei einer Fallserie mit radiologisch kontrollierter Aspiration der Zyste und Fibrininjektion ergab sich eine zufriedenstellende Schmerzreduktion bei 65 %, jedoch traten die Schmerzen in 23 % erneut auf und nur 19 % hatten eine vollständige Heilung. Neurochirurgisch kann eine kleine sakrale Laminektomie erfolgen, bei der die Zyste weit geöffnet und vom Spinalkanal abgetrennt wird. Dieses Verfahren hat in Fallserien eine substanzielle Verbesserung in 80 % gebracht, bei 7 % meist temporären Komplikationen.